# Gardun

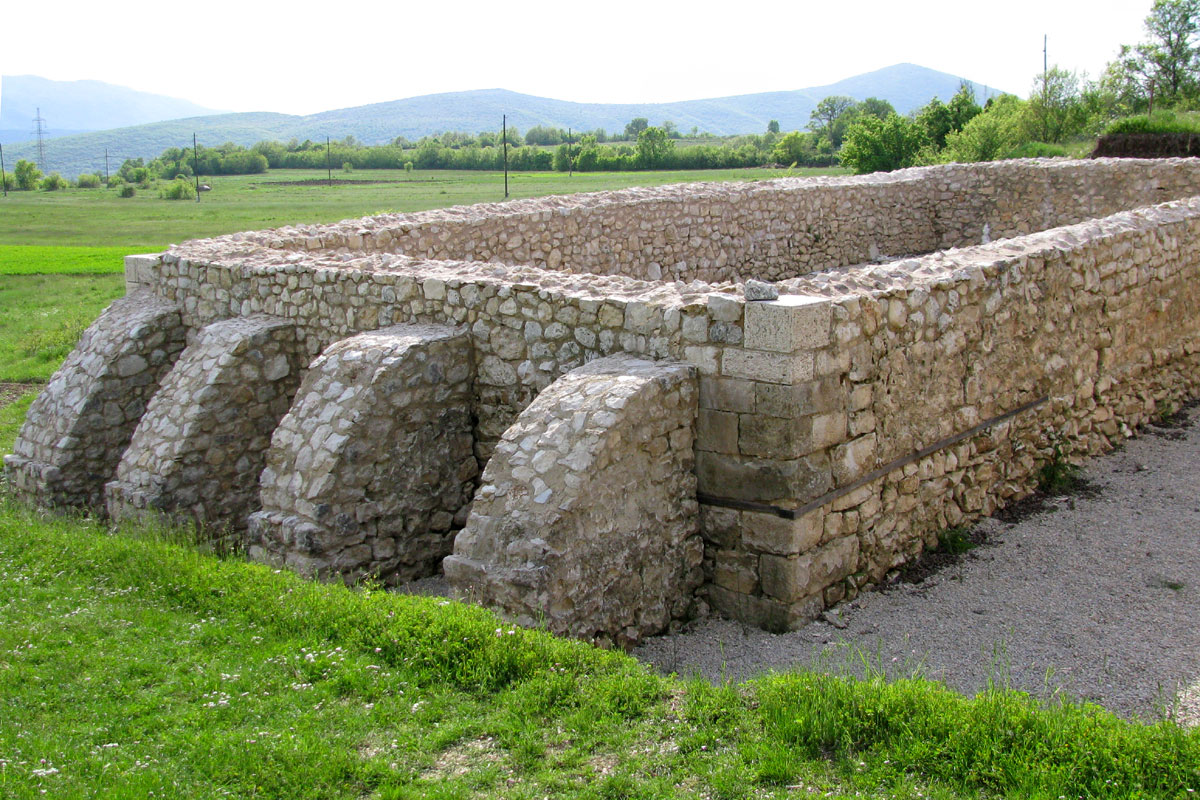
Ruïnes de Tilurium.

Gardun és un poble de Croàcia situat al comtat de Split-Dalmàcia, pertany al municipi de Trilj. El poble està situat al cim del turó de Gardun, a només 1 km al sud de Trilj.
L'any 1997 es van iniciar les excavacions de les restes de la fortalesa legionària de Tilurium als afores sud del poble. Tilurium vigilava l'entrada a la vall de Cetina des del sud i l'aproximació a la capital provincial a Salona.